# Onitis upembanus
Onitis upembanus är en skalbaggsart som beskrevs av Emile Janssens 1951. Onitis upembanus ingår i släktet Onitis och familjen bladhorningar. Inga underarter finns listade i Catalogue of Life.